# Harry Gerber
Harry Friedrich Gerber (* 9. Dezember 1888 in Frankfurt am Main; † 13. Dezember 1959 in Frankfurt am Main) war ein deutscher Archivar und Historiker.

## Leben und Wirken
Harry Gerber war der Sohn des Prokuristen Henry Gerber. Nach seiner Reifeprüfung am Lessinggymnasium in Frankfurt am Main studierte er ab 1907 für den höheren Schuldienst die Fächer Geschichte, Historische Hilfswissenschaften, Germanistik und Lateinische Philologie an den Universitäten Jena, Gießen und Marburg sowie an der Akademie für Sozial- und Handelswissenschaften Frankfurt. Im Jahre 1914 wurde er an der Universität Marburg zum Dr. phil. promoviert. Sein philologisches Staatsexamen bestand er 1915 in Frankfurt am Main. Während des Ersten Weltkrieges wurde er nicht eingezogen, da er auf einem Auge blind war. Neben seinem Studium absolvierte er eine Ausbildung für den Archivdienst, die er mit der Assessor-Prüfung beendete. Während seines Studiums in Jena wurde er 1907 Mitglied der Burschenschaft Arminia auf dem Burgkeller sowie später 1928 Alter Herr der Frankfurter Burschenschaft Arminia.
In den Jahren von 1917 bis 1926 war er als Lehrer am Wöhlergymnasium in Frankfurt am Main tätig; er war Deutschlehrer des späteren Literatur-Nobelpreisträgers Elias Canetti. 1925 wurde er Archivrat, 1938 als Archivdirektor Leiter des Stadtarchivs Frankfurt am Main.
Seit 1931 hatte er einen Lehrauftrag für Geschichtliche Hilfswissenschaften und Paläografie an der Universität Frankfurt inne, seit 1944 war er Honorarprofessor.
1945 wurde er aus allen Ämtern entlassen und nach Prüfung völlig rehabilitiert. Da seine Planstelle bereits neu besetzt worden war, wurde er jedoch nicht erneut eingestellt. 1953 ging er formal in den Ruhestand.
In der Zeit von 1950 bis 1959 verwaltete er das Archiv der Deutschen Burschenschaft im Bundesarchiv (Abteilung Frankfurt). Gerber war Schriftführer der Gesellschaft für burschenschaftliche Geschichtsforschung.
Gerber veröffentlichte mehrere Arbeiten vor allem zur Geschichte Frankfurt am Mains.

## Schriften
- Drei Jahre reichsstädtischer, hauptsächlich Frankfurter Politik im Rahmen der Reichsgeschichte unter Sigismund und Albrecht II. 1437–1439. Richter, Marburg 1914 (Dissertation Universität Marburg).
- (mit Otto Ruppersberg und Louis Vogel): Der allgemeine Almosenkasten zu Frankfurt am Main 1531–1931. Frankfurt/M. 1931.
- (mit Otto Ruppersberg): Der Reichsfreiherr vom Stein und Frankfurt am Main. Adelmann, Frankfurt/M. 1931.
- (Bearb.): Urkunden und Akten der Stadt Strassburg. Abt. 2, Bd. 2,1: Politische Korrespondenz der Stadt Strassburg im Zeitalter der Reformation, 1546-1547, Juli 12, Bd. 2,2: 1547, Juli 20 – 1550, Januar 28. Winter, Heidelberg 1931.
- Frankfurt a. M. und der Reichskrieg gegen die Armagnaken (1444–1445). In: Archiv für Frankfurts Geschichte und Kunst, Bd. 4 (1933), S. 49–80.
- Der Frankfurter Wachensturm vom 3. April 1833. Neue Beiträge zu seinem Verlauf und seiner behördlichen Untersuchung. In: Quellen und Darstellungen zur Geschichte der Burschenschaft und der deutschen Einheitsbewegung, Bd. 14 (1934), S. 171–212.
- Die Kriegsrechnungen des Schmalkaldischen Bundes über den Krieg im Oberland des Jahres 1545. In: Archiv für Reformationsgeschichte, Bd. 32 (1935), S. 41–93 u. 218–247.
- Reichsgeschichtliche Quellen im Frankfurter Stadtarchiv von 1500 bis 1555 (= Mitteilungen aus dem Frankfurter Stadtarchiv, H. 2). Diesterweg, Frankfurt/M. 1936.
- (mit Otto Ruppersberg): 500 Jahre Frankfurter Stadtarchiv (= Mitteilungen aus dem Frankfurter Stadtarchiv, H. 1/2). Brönner, Frankfurt/M. 1936.
- Student an der Johann-Wolfgang-Goethe-Universität Frankfurt am Main. 2. Aufl. Blazek & Bergmann, Frankfurt/M. 1938.
- Die Besiedlung der Kameralherrschaft Sendomir. Verhandlungen zwischen Wien und dem Werbeplatz Frankfurt a. M. 1782–1785. In: Jahrbuch der Hauptabteilung Wanderungsforschung und Sippenkunde des Deutschen Ausland-Instituts, Bd. 5 (1940), S. 110–120.
- Über die Quellen und verfassungsrechtliche Deutung der mittelalterlichen Quatuorvirate und den geschichtlichen Wert der „Vier-Grafen-Würde“. In: Erika Kunz (Hrsg.): Festschrift Edmund E. Stengel. Zum 70. Geburtstag am 24. Dezember 1949 dargebracht von Freunden, Fachgenossen und Schülern. Böhlau, Münster 1952, S. 453–470.
- Nassaus politische Rolle bei der Anerkennung des Königreichs Italien (1861–1866). In: Nassauische Annalen, Bd. 65 (1954), S. 167–185.
- Kampf um die Saar. 3. Aufl. (= Burschenschaftliche Bücherei, N.F., H. 3). Gesellschaft für Burschenschaftliche Geschichtsforschung, Frankfurt/M. 1956.